# Morris Dickstein
Morris Dickstein (* 23. Februar 1940 in Manhattan, New York; † 24. März 2021 in New York City) war ein US-amerikanischer Literatur- und Kulturwissenschaftler, Literatur- und Filmkritiker und Essayist. Er war zuletzt Distinguished Professor Emeritus für Englische Literatur und Theater am CUNY Graduate Center in New York und Senior fellow des dortigen Center for the Humanities. Er war Mitbegründer des National Book Critics Circle.
Seine Forschungsarbeiten und -interessen reichten von der englischen Poesie der Romantik über die Geschichte der amerikanischen Literatur, die amerikanische Literatur der Gegenwart, Realismus und Modernismus in der Literatur, Urbanismus und Ethnien in der amerikanischen Gegenwartsliteratur, die Beziehungen zwischen Politik und Literatur und nicht zuletzt bis zu Film und Filmgeschichte und zum Musical.

## Leben und akademische Karriere
Morris Dickstein wuchs in New York auf. Er studierte an der Columbia University, am  Jewish Theological Seminary in Cambridge und in Yale, wo er sein Studium mit dem Ph.D. abschloss. Zu seinen akademischen Lehrern zählen u. a. Lionel Trilling, der zur Gruppe der linken New York Intellectuals gehörte und regelmäßig für die einflussreiche Partisan Review schrieb, F. R. Leavis (1895–1976), Literaturkritiker und Lehrer am Downing College in Cambridge und am University College in New York, und Raymond Williams, der Begründer der Cultural studies. Er war befreundet mit dem international renommierten Literaturkritiker und umstrittenen „Literaturpapst“ der 1970er und 1980er, Harold Bloom.
Nach seiner Rückkehr nach New York, lehrte er an der Columbia University und am Graduate Center of the City University. Er war Senior fellow am dortigen Center for the Humanities, das er 1993 gegründet hat.
Seit Beginn seiner akademischen Karriere schrieb er Beiträge für renommierte literarische und politische Zeitschriften und Magazine, darunter
The New York Times Book Review, Partisan Review, TriQuarterly, The New Republic, The Nation, Harper’s Magazine, New York Magazine, Critical Inquiry, Dissent, The Times Literary Supplement, The Chronicle of Higher Education, Slate  und Bookforum.
Dickstein war von 1972 bis 2003 Mitherausgeber der Partisan Review und Mitglied im Verwaltungsrat des National Book Critics Circle.
Er war Mitglied der National Society of Film Critics, die den National Society of Film Critics Award vergibt, der neben dem Oscar zu den wichtigsten Filmpreisen der USA zählt. Er war Mitglied im Development Committee der  Association of Literary Scholars, Critics, and Writers.

## Schriften (Auswahl)
- Keats and His Poetry. A Study in Development. Univ. of Chicago Press 1971. ISBN 0-22614795-9
- Mit Leo Brandy: Great Film Directors. A Critical Anthology. Oxford: Oxford Univ. Press 1978.
- Double Agent. The Critic and Society. Oxford: Oxford Univ. Press 1996. ISBN o-19-51137-0
- Leopards in the Temple. The Transformation of American Fiction. 1945-1970. Harvard Univ. Press 2002. ISBN 978-0-674006041
- Dancing in the Dark. A Cultural History of the Great Depression. New York: Norton 2009. ISBN 978-0-393-07225-9
- Why Not Say What Happened. A Sentimental Education. New York: Liveright 2015. ISBN 0-87140431-1